# Ilià Métxnikov
Ilià Ilitx Métxnikov o Élie Metchnikoff segons la grafia francesa (en rus Илья Ильич Мечников, transcrit: Ilià Ilitx Métxnikov; en ucraïnès Ілля Ілліч Мечніков, transcrit: Il·lià Il·litx Mètxnikov) (Khàrkiv, Imperi Rus, 1845 - París, França, 1916) fou un microbiòleg i professor universitari rus guardonat amb el Premi Nobel de Medicina o Fisiologia l'any 1908.

## Biografia
Va néixer el 16 de maig de 1845 a la província de Khàrkiv, situada en aquells moments a l'imperi Rus però que avui dia forma part d'Ucraïna. Va estudiar ciències naturals i zoologia a les universitats de Khàrkiv i Würzburg. El 1870 va ser nomenat professor de zoologia de la Universitat d'Odessa, càrrec que va abandonar el 1882 per a dedicar-se a investigar en bacteriologia i patologia. Després de dirigir l'Institut Bacteriològic d'Odessa entre 1886 i 1888, es va traslladar a l'Institut Pasteur de París, d'on fou sotsdirector l'any 1895.
Morí el 16 de juliol de 1916 a la seva residència de París.

## Recerca científica

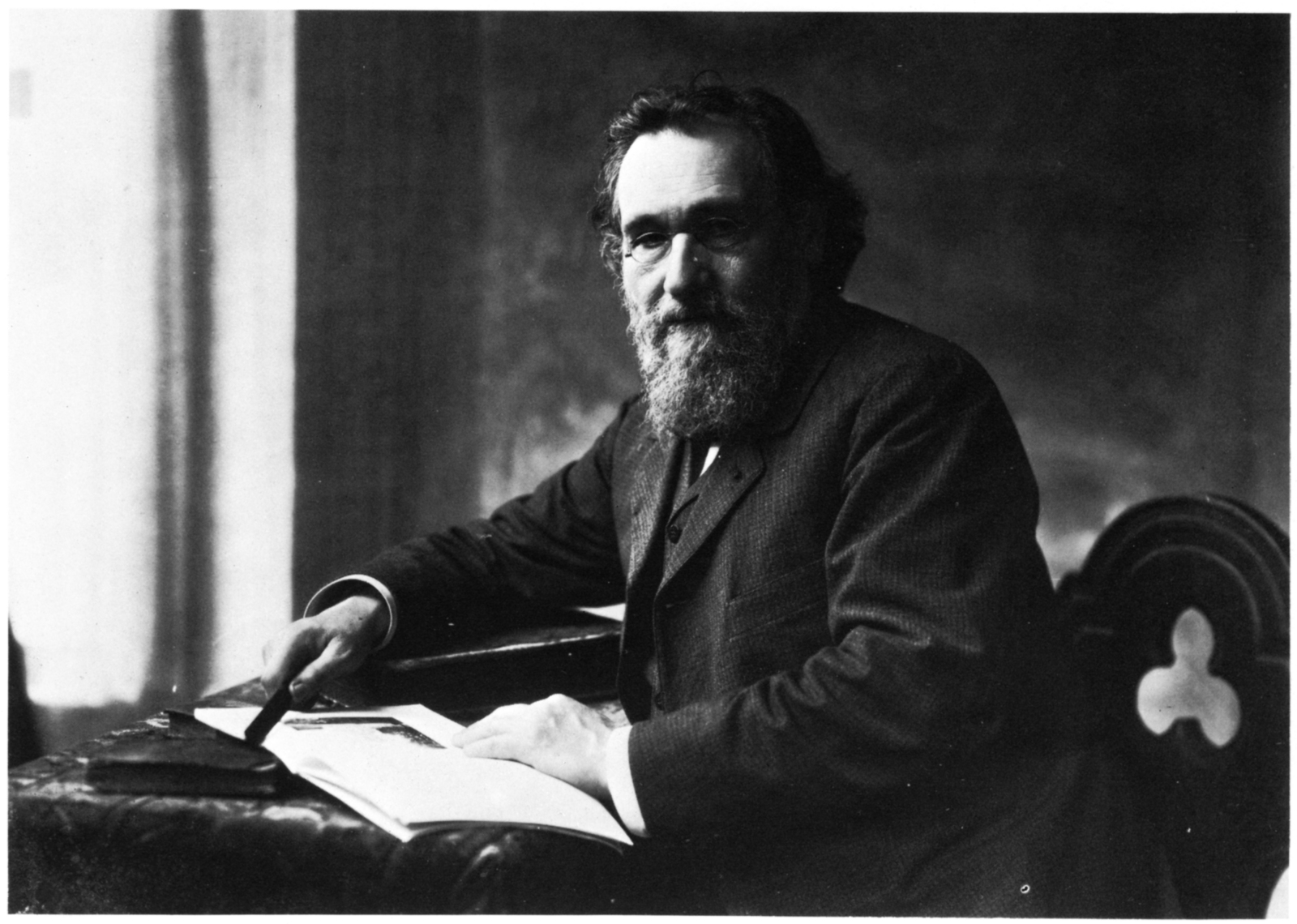
Métxnikov, fotografia realitzada per Nadar.

Interessat en l'estudi dels microbis i especialment en el sistema immunitari, el 1884 va formular la "teoria fagocítica de la immunitat", on explicava la capacitat del cos humà per a resistir i vèncer les malalties infeccioses. Però els seus estudis més importants estan relacionats amb la sífilis, estudis que van permetre posteriorment a Paul Ehrlich descobrir un tractament eficaç contra aquesta malaltia. Va ser l'introductor de l'ocupació dels ferments làctics en terapèutica per modificar la fermentació pútrida a l'intestí: va demostrar els efectes beneficiosos del iogurt en la dieta i per a la regeneració de la flora intestinal.
El 1908 va compartir amb Paul Ehrlich el Premi Nobel de Medicina o Fisiologia pels seus estudis sobre el sistema immunitari.